# Phospholipase A2 associée aux lipoprotéines
La phospholipase A2 associée aux lipoprotéines (Lp-PLA2), également appelée facteur acétylhydrolase activant les plaquettes (PAF), est une enzyme phospholipase A2 codée par le gène PLA2G7 chez l'homme,. Lp-PLA2 est une protéine de 45 kDa de 441 acides aminés. C'est l'une des nombreuses acétylhydrolases du PAF. 
Dans le sang, elle voyage principalement avec des lipoprotéines de basse densité (LDL). Moins de 20% est associé aux lipoprotéines de haute densité HDL. Plusieurs sources de données suggèrent que la Lp-PLA2 associée aux HDL pourrait contribuer de manière substantielle aux activités anti-athérogènes des HDL. C'est une enzyme produite par les cellules inflammatoires (leucocytes) qui hydrolyse les phospholipides oxydés dans les LDL. 
Lp-PLA2 est l'acétylhydrolase (EC 3.1.1.47), facteur activant les plaquettes (PAF), une enzyme sécrétée qui catalyse la dégradation du PAF en produits inactifs par hydrolyse du groupe acétyle en position sn-2, produisant les produits biologiquement inactifs LYSO-PAF et acétate. 
Une activité Lp-PLA2 élevée refléterait une réponse au stress pro-inflammatoire caractéristique de l'athérosclérose (Marathe et al., 2014). 

## Physiopathologie
Les lipoprotéines sériques de basse densité (LDL) traversent l'endothélium vasculaire, particulièrement si ce dernier est altéré. Parvenues dans l'intima de la paroi artérielle elles sont captées par des monocytes/macrophages dans l'espace sous-endothélial qui se transforment en cellules spumeuses dont la nécrose va libérer leur contenu lipidique et former le cœur de la plaque d'athérome. Ces phénomènes vont favoriser l'adhésion, la migration et l'activation de leucocytes pro-inflammatoires, qui vont former un noyau nécrotique entouré d'une chape fibreuse. 
La Lp-PLA2 est une enzyme sécrétée essentiellement par les monocytes / macrophages et par les lymphocytes T, qui libère des médiateurs pro-inflammatoires par hydrolyse des phospholipides oxydés présents à la surface des lipoprotéines de basse densité (LDL). La Lp-PLA2 favorise ainsi un état inflammatoire chronique de l'endothélium, entraînant l'augmentation de la taille des plaques d'athérosclérose, leur nécrose centrale, puis leur rupture et finalement la formation d'un thrombus.
Dans les lésions athérosclérotiques humaines, 2 principales sources de Lp-PLA2 peuvent être identifiées, y compris celle qui s'introduit dans l'intima en étant liée au LDL provenant de la circulation sanguine et celle qui est synthétisée de novo par des cellules inflammatoires de la plaque d'athérome (macrophages, lymphocytes T, mastocytes).

## Signification clinique
L'athérosclérose est donc une maladie inflammatoire chronique de la paroi artérielle. Or, plus de 70 % des infarctus et la majorité des AVC sont causés par la rupture de ces plaques fragilisées avec formation d'un thrombus. 
L'intérêt pour la Lp-PLA2, comme biomarqueur CV, est apparu dans l'étude WOSCOPS (West of Scotland Coronary Prevention Study), qui a montré une association positive entre le taux de Lp-PLA2 et les événements coronariens chez les hommes ayant une hypercholestérolémie. Dans cette étude, un facteur de risque deux fois plus élevé de maladie coronarienne a été identifié chez les sujets se trouvant dans le quintile le plus élevé de Lp-PLA2, par rapport aux patients se trouvent dans le quintile le plus bas. 
L'association du risque de maladie coronarienne au taux de Lp-PLA2 s'est avérée indépendant du taux de LDL et des autres marqueurs de l'inflammation (neutrophiles, CRP et fibrinogène). Les données les plus convaincantes sur la valeur pronostique de la Lp-PLA2 ont été obtenues chez les patients ayant une maladie coronaire stable ou en cas d'AVC, après un premier accident ischémique.  

### Maladies coronariennes
Le rôle prédictif de la Lp-PLA2 d'événements cardiovasculaires en tant que marqueur d'inflammation vasculaire et de vulnérabilité de la plaque d'athérosclérose, a conduit à proposer son dosage en pratique courante. Une méta-analyse portant sur un total de 79.036 participants à 32 études prospectives a révélé que les niveaux de Lp-PLA2 étaient positivement corrélés à un risque accru de développer une maladie coronarienne et un accident vasculaire cérébral.
Une étude parue en 2019 montre que l'activité de Lp-PLA2 a une valeur clinique importante dans les maladies coronariennes. Dans les sous-groupes à lipides élevés et dans le groupe à cholestérol total élevé, les taux de Lp-PLA2 étaient élevés, et une corrélation a été observée entre la Lp-PLA2 et les facteurs de risque traditionnels.

### Athérosclérose
La diminution de la teneur sanguine en acides gras polyinsaturés est associée à une augmentation des marqueurs d'inflammation (Lp-PLA2) et du stress oxydant, à la suite d'une génération accrue de radicaux libres et, par conséquent, à un risque accru de développement précoce de l'athérosclérose.

### Patients dialysés
La Lp-PLA2 prédit les événements cardiovasculaires chez les patients dialysés. Une étude parue en 2019 montre que l'activité de la Lp-PLA2 est élevée chez les patients dialysés et constitue un facteur de risque indépendant d'événements cardiovasculaires aigus sur un suivi moyen de 3 ans. Chez 42% des patients, la Lp-PLA2 était supérieure à 194 nmol/min/ml et à régression multivariée de Cox, Lp-PLA2 > 194 nmol/min/ml (HR = 2,98, p = 0,005), l'âge (HR = 1,03, p = 0,029), le diabète (HR = 2,86, p = 0,002) et l'hypertension (HR = 2,93, p = 0,002) étaient associés de manière indépendante au temps passé aux événements CV.

### Hémorragie sous-arachnoïdienne anévrismale
Une étude parue en 2019 démontre la relation entre le niveau de Lp-PLA2, le vasospasme et l'évolution clinique de patients atteints d'hémorragie sous-arachnoïdienne anévrismale (HSAa). Un vasospasme a été observé chez 52 patients (50,49%) en concordance avec un taux de Lp-PLA2 significativement plus élevé que ceux ne le faisant pas (p <0,001). Ceux qui ont un niveau élevé (> 200 μg/L) de Lp-PLA2 ont un risque plus élevé de mortalité à 6 mois (p = 0,001). Une autre étude démontre que le taux sérique de Lp-PLA2 était significativement plus élevé et a diminué dans les 2 premiers jours après l'admission chez les patients qui ont développé une ischémie cérébrale retardée après une HSAa (p <0,001). Les patients avec une Lp-PLA2 mesurée au début de l'HSAa > 200 μg/L présentaient un taux de survie à l'ischémie cérébrale retardée nettement inférieur. La Lp-PLA2 mesurée au début de l'HSAa pourrait constituer un nouveau biomarqueur prédictif de la survenue d'une ischémie cérébrale retardée.

### AVC ischémique
Les niveaux intermédiaires et élevés de Lp-PLA2 ont été identifiés comme un facteur de risque indépendant prédictif d'une détérioration neurologique précoce chez les patients victimes d'un AVC ischémique aigu.

### Maladies métaboliques
Les maladies métaboliques sont des troubles chroniques associés à un risque plus élevé d’événement cardiovasculaire et de décès. Récemment, de nombreuses données ont confirmé le lien biologique entre le dysfonctionnement microvasculaire, le stress oxydatif, l’inflammation vasculaire et les maladies métaboliques. La détermination de biomarqueurs nouveaux et spécifiques dans le sang de l'inflammation vasculaire associée au syndrome métabolique lié à l'obésité et au diabète, comme la Lp-PLA2, est utile pour identifier les sujets présentant un risque élevé d'événements cardiovasculaires. La Lp-PLA2 joue un rôle crucial dans le dysfonctionnement microvasculaire et le stress oxydatif, montrant une association positive avec les troubles métaboliques.

### Diabète de type 2 (DT2)
La paraoxonase-1 (PON1) et la Lp-PLA2 peuvent jouer un rôle protecteur important en empêchant la transformation oxydative des lipoprotéines de haute (HDL) et basse densité (LDL). L'activité des deux enzymes est influencée par le lipidome et le protéome des porteurs de lipoprotéines. Le DT2 présente généralement des modifications significatives de la composition moléculaire des sous-classes de lipoprotéines. Les sujets atteints de DT2 ont des taux inférieurs de PON1-arylestérase par rapport aux témoins et l’apparition de DT2 coïncide avec un déplacement de PON1 et de Lp-PLA2 vers les sous-classes de lipoprotéines plus proathérogéniques. La possibilité d'un lien entre les deux phénomènes observés nécessite des investigations supplémentaires.

### Schizophrénie
La prévalence des maladies cardiovasculaires est plus élevée chez les patients atteints de schizophrénie que dans la population générale. L'administration d'antipsychotiques atypiques (olanzapine, clozapine ou quétiapine) chez des patients schizophréniques conduit à une élévation des taux de Lp-PLA2 et à un risque cardiovasculaire accru, indépendamment de la prise de poids induite par le médicament.

### Pré-éclampsie
Les femmes atteintes de pré-éclampsie présentent une inflammation vasculaire élevée et présentent un risque plus élevé de maladies cardiovasculaires plus tard dans la vie. Les taux de Lp-PLA2, de protéine C réactive ultra-sensible (CRPus), d'amyloïde A sérique, de calprotectine et de PTX3 sont plus élevés, aussi bien en cas de pré-éclampsie précoce  (29 ± 3,0 semaines)  que tardive (36,0 ± 1,4 semaines), avec possibilité de polymorphismes mononucléotidiques de la Lp-PLA2 dans les cas précoce. Cette variabilité génétique de Lp-PLA2, associée à des marqueurs inflammatoires vasculaires, pourrait contribuer à l'incidence d'événements cardiovasculaires futurs.

## Épidémiologie
L'étude de Framingham, unique en son genre, suit les trois quarts de la population de Framingham depuis près de 70 ans et sur trois générations. Elle a déterminé les facteurs de risque cardiovasculaires afin d'ajuster au mieux les traitements, ce qui a permis de diminuer nettement la mortalité et la morbidité. Cependant, les maladies cardiovasculaires resteront encore pendant de nombreuses années la première cause de décès, notamment par l'échec des mesures prises chez les patients présentant un risque «intermédiaire». 
Les infarctus du myocarde et les accidents vasculaires cérébraux (AVC) sont les principales causes de décès dans les pays industrialisés. En France, chaque année 200.000 personnes meurent des suites de maladies cardiovasculaires et deux fois plus de femmes meurent d'un AVC que d'un cancer du sein.
L'exploration des biomarqueurs du risque cardiovasculaire comprend habituellement le dosage du cholestérol (cholestérol total et ses fractions HDL et LDL) et des triglycérides. Mais pour être exhaustif, il faudrait idéalement y ajouter la mesure régulière de l'oxydation des LDL cholestérol, ainsi qu'un profil des acides gras érythrocytaires, le dosage des vitamines D, E, K, de l'homocystéine (traduisant des carences en Vit B12 et/ou B9), de la CRP ultrasensible, du fibrinogène, voire des troponines ultrasensibles cTnl hs. 
À tous ces tests s'ajoute maintenant le dosage de Lp-PLA2 : par exemple via le PLAC-Test de diaDexus, Inc.

## Le PLAC-Test
Le PLAC-Test est un nouveau test sanguin qui mesure l'activité enzymatique de la Lp-PLA2 et qui est un biomarqueur certifié CE spécifique de l'inflammation vasculaire impliqué dans la formation de plaques instables, permettant d'évaluer le risque d'infarctus et d'AVC. 
Les résultats du PLAC-Test permettent de stratifier le risque d'un patient et ainsi d'adapter la cible LDL en fonction de ses résultats, pour une meilleure prévention contre les accidents cardiovasculaires (Davidson et al., 2008).

### Indications
Évaluation de la progression ou de la stabilité des plaques d'athérome et donc du risque cardiovasculaire chez un patient coronarien ou après un premier accident vasculaire cérébral ischémique.
Suivi des patients à risque cardiovasculaire intermédiaire afin d'adapter au mieux leur traitement. Le suivi semestriel permet d'évaluer l'impact des prescriptions thérapeutiques médicamenteuses et de leur observance et des recommandations nutritionnelles et d'hygiène de vie.
Il peut être ajouté au bilan lipidique chez les patients qui présentent deux ou plus des facteurs de risque suivants :
- hommes de plus de 45 ans ou femmes de plus de 55 ans
- antécédents familiaux d'infarctus précoces ou d'AVC
- diabète
- IMC supérieur ou égal à 30 kg/m²
- tabagisme
- hypertension artérielle
- insuffisance rénale chronique
- cholestérol limite ou élevé

Les recommandations européennes: la mesure de la Lp-PLA2 est recommandée chez les personnes à risque cardiovasculaire intermédiaire ou élevé et chez les personnes présentant des antécédents familiaux de maladies athérothrombotiques prématurées.  
Les recommandations américaines établissent la Lp-PLA2 comme facteur de risque cardiovasculaire et comme élément important pour une meilleure stratification du risque cardiovasculaire,,. 
Le dosage de la LpPLA2 est bien documenté et publié dans de nombreuses revues scientifiques dont « The Lancet » et est reconnu dans les recommandations de l'American Heart Association, de l'American Stroke Association ainsi que dans l'European Society of Cardiology,,,. 

### Interprétations des résultats
Un taux élevé de Lp-PLA2 (> 635 U/L) a été identifié chez des patients atteints d'une maladie coronarienne confirmée par angiographie par rapport à des sujets témoins de même âge. L'élévation est associée au  processus inflammatoire spécifiquement vasculaire ainsi qu'une augmentation de la fragilité de la plaque  d'athérome y compris chez les patients ayant un angor cliniquement stable. Une élévation de ce marqueur impose un suivi rigoureux et plus attentif du patient afin d'obtenir une observance élevée des règles hygiénodiététiques et des traitements.
Le marqueur Lp-PLA2 est indépendant des autres facteurs de risques conventionnels tel que les anomalies du bilan lipidique ou d'une oxydation du LDL cholestérol. Il complète les bilans classiques de routine.

### Méthode de prélèvement
Le prélèvement peut être réalisé à tout moment. La prise de sang ne nécessite pas d'être à jeun. Il se fait dans un tube sec (sérum) avec séparateur, qui sera centrifugé et conservé entre 2 – 8° et dont la  stabilité est de 8 h à température ambiante et de 1 semaine entre 2 – 8°. Le dosage de Lp-PLA2 étant hors nomenclature en Belgique et en France, son prix pour le patient est de 45 €.

## Prise en charge nutritionnelle et complémentaire
Une Lp-PLA2 élevée (> 200 U/L), surtout si elle est associée à une CRP ultrasensible élevée, nécessite la prise de mesures drastiques :
- Adaptation des valeurs cibles du LDL, avec éventuellement majoration des doses de statines ou d'alternatives à ces dernières, telles qu'Armolipid Plus.
- Amélioration du rapport acides gras oméga 3 / oméga 6 qui est mesuré sur les membranes cellulaires des érythrocytes, afin de diminuer le terrain inflammatoire[13]. Il faut augmenter les apports en oméga 3 qui sont anti-inflammatoires, ceux d'origine végétale (acide alpha linolénique  provenant d'huiles de colza ou de lin, de noix de Grenoble, etc.) mais surtout ceux d'origine animale (EPA et DHA que l'on trouve dans les poissons gras, les œufs et les viandes « oméga 3 », les foies de morues étant une source particulièrement importante). Tout en diminuant les apports d'acides gras oméga 6 qui sont eux pro-inflammatoires, ainsi que des acides gras trans (matières grasses hydrogénées, graisses trop cuites, chips, fritures, viennoiseries, etc.)
- Augmentation de la consommation de polyphénols anti-inflammatoires, que l'on trouve dans les fruits, les légumes et surtout en grande quantité dans toutes les épices.
- Augmentation des apports quotidiens en fibres prébiotiques (fruits, légumes, aliments non raffinés : pains, pâtes, riz, etc. qui améliorent l'équilibre du microbiote intestinal, de même que parfois l'apport de certaines souches de probiotiques (Lactobacillus plantarum, par ex.).
- Lutte contre les dysbioses coliques et la prolifération bactérienne chronique de l'intestin grêle, qui entraînent une hyperperméabilité intestinale, avec augmentation des taux sanguins de LPS provenant de la paroi des bactéries gram négatives, entraînant une stimulation du système immunitaire et une production de cytokines pro-inflammatoires.
- Gestion du stress oxydant par correction des diverses carences, notamment en vitamines anti-oxydantes (Vit A et caroténoïdes, Vit E, Vit C), en Vit D (dont les taux doivent être au minimum à 50-60 pour être efficaces) et en sélénium.

Toutes ces mesures peuvent réduire le taux de Lp-PLA2, amenant à une réduction de la progression de la plaque d'athérome et à une diminution des risques cardiovasculaires. La détection précoce et des traitements plus agressifs peuvent aider à prévenir ces accidents cardiovasculaires. Plus le niveau de Lp-PLA2 est élevé, plus le risque d'infarctus ou d'AVC est important, même avec un LDL normal.

## Traitement médicamenteux
La Lp-PLA2 étant impliquée dans le développement de l'athérosclérose, elle suscite également l'intérêt en tant que cible thérapeutique potentielle.

### Daraplalib
Le darapladib est un inhibiteur de la Lp-PLA2 qui est en cours de développement en tant que médicament destiné au traitement de l'athérosclérose. Mais, en novembre 2013, GSK a annoncé que le médicament n'avait pas atteint les critères d'évaluation de la phase III d'un essai clinique mené auprès de 16.000 patients atteints d'un syndrome coronarien aigu (SCA). Un essai supplémentaire de 13.000 patients (SOLID-TIMI 52) s'est achevé en mai 2014. L'étude n'a pas permis de réduire le risque de décès coronarien, d'infarctus du myocarde et de revascularisation coronaire urgente par rapport au placebo chez les patients atteints du syndrome coronarien aigu traités avec des soins médicaux classiques.